# AMD APP SDK

A codificação de entropia do VCE ASIC pode ser utilizada com a ajuda do AMD APP SDK.

AMD APP SDK é um kit de desenvolvimento de software da AMD para "Accelerated Parallel Processing" (APP). O AMD APP SDK também tem como alvo a Heterogeneous System Architecture (não apenas GPU).
O AMD APP SDK estava disponível para versões de 32 e 64 bits do Microsoft Windows e Linux, mas foi removido do site oficial da AMD. Um desenvolvedor declarou em uma postagem no fórum que o SDK foi descontinuado porque as bibliotecas necessárias agora estão incluídas nos drivers.
A AMD pretende que os desenvolvedores empreguem o AMD APP SDK para utilizar o modo híbrido do Video Coding Engine para criar codificadores híbridos que combinam estimativa de movimento personalizada, transformação discreta inversa de cosseno e compensação de movimento com a codificação de entropia de hardware para obter uma codificação mais rápida do que em tempo real.
O AMD APP SDK v3.0 oferece suporte ao OpenCL 2.0 e ao driver Catalyst Omega 15.7 e também inclui amostras para OpenCL, bem como bibliotecas aceleradas, como Bolt (uma biblioteca de modelos C++ de código aberto) e a biblioteca OpenCV (Open Computer Vision) acelerada para OpenCL. Esta última versão pode ser baixada com a ajuda do StackOverflow.

## História
O AMD APP SDK substituiu o AMD Stream SDK (anteriormente chamado de ATI Stream SDK). O AMD CAL (Compute Abstraction Layer) SDK foi substituído pelo ATI Stream SDK, disponível para Microsoft Windows e Linux, de 32 bits e 64 bits. Em fevereiro de 2021, havia poucos sinais no site oficial da AMD de que o AMD APP SDK realmente existiu.